# Hilmar Baunsgaard
Hilmar Tormod Ingolf Baunsgaard (Pronunciación danesa: [ˈhilmɑː ˈbaʊ̯nsɡɒː]; 26 de febrero de 1920, Slagelse – 30 de junio de 1989) fue un político danés. Era militante del Det Radikale Venstre, un partido socioliberal. Fue Primer ministro de Dinamarca desde el 15 de febrero de 1968 hasta el 9 de octubre de 1971. Fue precedido y sucedido por el entonces líder de los socialdemócratas, Jens Otto Krag.

## Carrera política
Entre 1948 y 1951, Baunsgaard había sido presidente de las Juventudes Socioliberales de Dinamarca. Llegó al parlamento en 1957.
Durante 1968 el partido de Baunsgaard había sido un miembro frecuente de la coalición de los socialdemócratas durante los últimos 15 años.  Sin embargo, después de las elecciones de 1969, abandonaron ese partido y formaron una coalición de centro-derecha con el Partido Popular Conservador y el partido liberal Venstre.  Los tres partidos mantuvieron una clara mayoría de escaños en el parlamento. A pesar de esto, fracasaron por completo en enfrentar los problemas de crecimiento del estado de bienestar y manejar el gasto público. Como resultado, los impuestos aumentaron considerablemente. En el ámbito social, fue uno de los periodos más radicales que se hayan visto en Dinamarca, aboliendo la censura de la pornografía y legalizando el aborto. Sin embargo, perdieron la cantidad suficiente de simpatizantes para que perdieran en las elecciones legislativas de 1971, dando como resultado el regreso de los socialdemócratas al poder.
A menudo se le atribuye a Baunsgaard como el primer político importante de ese país en aceptar verdaderamente la televisión como el principal medio de comunicación, junto con los votantes. A pesar de que su aspecto y estilo se veía anticuado en los estándares de hoy en día,  estaba más adelantado que sus colegas en ideas políticas. Se las arregló para acercarse a los votantes, y era considerado constantemente como el político más confiable desde mediados de los años sesenta e inicios de los setenta. Sin embargo, su débil liderazgo en el gobierno averió su reputación. Permaneció como dirigente de su partido hasta 1975, y renunció al parlamento en 1977.
Baunsgaard es el arquitecto principal detrás del Nordek, una organización propuesta para la cooperación económica nórdica un poco similar al CEE (Comunidad Económica Europea). La idea fue apoyada por Suecia, Noruega, e Islandia, pero finalmente falló ya que Finlandia no se unió debido a su relación con la Unión Soviética, y Dinamarca se había unido al CEE.